# CGP Grey
CGP Grey is een educatieve youtuber en podcaster die post op YouTube op het kanaal CGP Grey. Grey uploadt ook video's op zijn tweede kanaal, CGP Grey 2, en livestreamt gameplay op een ander kanaal, CGP Play.
Zijn YouTube-kanaal bevat vooral korte uitlegvideo's over verschillende onderwerpen, zoals politiek, geografie, economie, geschiedenis en cultuur. De  populairste video is een uitleg over de terminologie van de Britse Eilanden. Die ging viraal in 2011. Sindsdien heeft zijn werk steeds meer aandacht gekregen, onder andere in Business Insider en The Washington Post.
Buiten videoproductie is Grey ook bekend vanwege het maken van de podcast Hello Internet in 2014 met zijn mede-youtuber Brady Haran. Sinds 2015 host hij ook de podcast Cortex met Myke Hurley van Relay FM.

## Levensloop en privéleven
Grey groeide op in de buitenwijken van New York. Hij ging naar de universiteit in Upstate New York waar hij twee universitaire graden haalde: natuurkunde en sociologie.
Toen hij klaar was ontdekte Grey dat hij ook de Ierse nationaliteit had, wat de deuren opende voor het werken/leven in de Europese Unie. Hij solliciteerde bij een masterprogramma economie in Londen en werd aangenomen. Later besloot hij om docent te worden en haalde een educatieve post-master (PGCE) waardoor hij gekwalificeerd raakte als natuurkundedocent in Engeland. Toen zijn YouTube kanaal populair werd, besloot hij te stoppen met lesgeven en zich volledig op YouTube te focussen. 
Grey's familie is deels Nederlands. Grey is getrouwd.